# Radio.fx
Radio.fx (früher Clipinc.fx) ist eine Software zur Aufzeichnung von Radioprogrammen. Nach Auskunft von Tobit wurde die Weiterentwicklung der Software zum 31. Dezember 2014 eingestellt. Radio.fx ist in der aktuellen Basic Version zum Download verfügbar.

## Technik
Mit der Software Radio.fx ist das Aufzeichnen von Radioprogrammen möglich. Nutzer können damit unabhängig von Senderschemata ihr Radioprogramm beziehen und auch mitschneiden. So sorgt etwa ein 30-Sek.-Button dafür, dass man im laufenden Radioprogramm kurz zurückspulen kann. Mit der sogenannten Timeline können Nutzer noch weiter in die Vergangenheit des Radioprogramms reisen, denn die Software zeichnet den kompletten Internetradio-Stream auf. Aus diesen Streams können dann sogar Mitschnitte als MP3-File extrahiert werden. Das können Musiktitel, aber auch Comedybeiträge, Nachrichten und Hörspiele sein, die Radio.fx innerhalb der Aufzeichnung erkennt und markiert. Als Mashup-Software reichert Radio.fx die Informationen noch weiter an und verknüpft zu gespielten Radioinhalten etwa auch Songtexte, Albencover und Musikvideos.

## Versionen

### Radio.fx Basic
Diese Version kann auf der Internetseite des Herstellers kostenlos heruntergeladen werden. Mit ihr kann man unter anderem bis zu vier Radio-Sender gleichzeitig aufnehmen und die aufgezeichneten ID3 MP3-Tags mit Albumcover und Songtext schneiden und bearbeiten. Nutzer können zurückspulen und Nachrichten oder Musiktitel einfach noch einmal hören. Sämtliche Radioinhalte, etwa Hörspiele oder auch aufgezeichneten Songs lassen sich manuell auf den PC oder Wechseldatenträger kopieren. Seit einiger Zeit verfügt Radio.fx außerdem über eine Facebook-Integration.

### Radio.fx Pro
Radio.fx Pro ist die kostenpflichtige Version von Radio.fx. Es handelt sich hierbei um die Vollversion, die unter anderem das gleichzeitige Mitschneiden von unbegrenzt vielen Sendern erlaubt. Neue Features wie die Erstellung von individuellen Playlisten, die Integration von Songtexten in die ID3 Tags der MP3-Dateien sowie kostenfreien, erweiterten Support und mehr stehen nur Anwendern der Vollversion zur Verfügung.

### hr2 / SR / SWR / WDR Radiorecorder
Das Programm wird auch als OEM-Version unter dem Namen hr2-RadioRecorder, SR-RadioRecorder, SWR RadioRecorder und WDR RadioRecorder von den jeweiligen Rundfunkanstalten angeboten.
Es sind dann die folgenden Sender voreingestellt:
- für den hr2-RadioRecorder: hr2
- für den SR-RadioRecorder: 103.7 UnserDing, SR1, SR 2, SR 3
- für den SWR RadioRecorder: SWR2
- für den WDR RadioRecorder: 1Live, WDR2, WDR3, WDR4, WDR5, WDR Event, WDR KIRAKA, funkhaus europa, 1Live diggi

Der Funktionsumfang entspricht der Basic-Version. Diese Software gibt es auch für Mac OS X.

## Rechtliche Lage
Das Aufzeichnen von Radioprogrammen ist erlaubt. Auch die Kopie und Weitergabe zu privaten Zwecken ist erlaubt.
Die deutschen Künstler profitieren indes durch die Gebühren beim Verkauf von Speichermedien (z. B. Audio-Kassetten, CD-, DVD-Rohlingen) und Speichergeräten (z. B. Recorder, CD-Brenner), die durch die „Zentralstelle für private Überspielungsrechte“ (ZPÜ) eingetrieben werden.

## Verbreitung
Nach Angaben von Tobit.Software werden mehr als 770.000 (Stand 28. Juni 2009) aktive Accounts verwendet. Das Programm wurde über 840.000 mal heruntergeladen. Das Programm ist inzwischen in fünf verschiedenen Sprachen erhältlich. Auch außerhalb der IT-Presse wird die Software beachtet, u. a. im Spiegel sowie im Focus. Radio.fx verbreitet pro Sekunde im Durchschnitt 6 500 Titel. Insgesamt wurden bereits über 388 580 000 000 (Stand: 4. November 2013) Titel veröffentlicht.

## Kritik

### Musikindustrie
Negativ wird das Programm vor allem von Seiten der Musikindustrie gesehen. Durch das Programm ist es ohne weiteren Aufwand möglich, eine große Vielfalt an aktuellen und älteren Liedern vollautomatisch herunterzuladen bzw. mitzuschneiden. Große Plattenfirmen hatten sich bereits vor dem neuen Urheberrechtsgesetz zur Eindämmung von illegalen Musikdownloads dafür eingesetzt, dass intelligente Aufnahmesoftware verboten wird.

### Generelle Funktionsweise
In der Praxis passt eine Mehrzahl der StreamTags nicht zu der aufgezeichneten Tonspur. Dies ist zurzeit der größte Negativpunkt, gegen den die Softwareentwickler aber nichts tun können. Eine Möglichkeit, wenigstens An- und Abmoderationen auszuschließen, bieten Radiosender, die ausschließlich aneinandergereihte Songs senden.

### Sender-Liste
Die Sender, die unter Radio-Fx zur Auswahl in einer Liste stehen, werden ausschließlich von Tobit bestimmt und vorgegeben. Sender können nicht manuell in die Sender-Liste eingefügt werden. Sender werden teilweise – manchmal auf Bitte der Sender selbst – aus der Liste entfernt, obwohl der Sender noch existiert.

## Alternativen
Weitere Programme mit vergleichbarer Funktionalität sind beispielsweise:
- Phonostar